# 프로베니우스 대수
추상대수학에서 프로베니우스 대수(영어: Frobenius algebra)는 호환되는 내적이 주어진 유한 차원 단위 결합 대수이다.

## 정의
체 {\displaystyle K} 위의 유한 차원 결합 대수 {\displaystyle A}가 주어졌다고 하자. 이는 스스로 위의 쌍가군 {\displaystyle _{A}A_{A}}을 이룬다. 마찬가지로, 그 쌍대 가군
{\displaystyle A^{\vee }=\hom _{K}(A,K)}
역시 스스로 위의 쌍가군 {\displaystyle _{A}{A^{\vee }}_{A}}을 이룬다. 구체적으로,
{\displaystyle a\cdot \phi \cdot b\colon x\mapsto \phi (bxa)}
이다.
그렇다면, 다음 조건들이 서로 동치이다.
- {\displaystyle A}-왼쪽 가군의 동형 {\displaystyle _{A}A\cong {}_{A}A^{\vee }}이 존재한다.
- {\displaystyle A}-오른쪽 가군의 동형 {\displaystyle A_{A}\cong {A^{\vee }}_{A}}이 존재한다.

또한, 이러한 동형이 존재할 필요 조건은 물론 {\displaystyle A}가 유한 차원 {\displaystyle K}-벡터 공간인 것이다.
이러한 동형이 갖추어진 {\displaystyle K}-결합 대수를 프로베니우스 대수라고 한다.
프로베니우스 대수 {\displaystyle (A,\lambda \colon {}_{A}A\to {}_{A}A^{\vee })}가 주어졌다면, 다음과 같은 구조들을 추가로 정의할 수 있다. 우선,
{\displaystyle \langle a,b\rangle =\lambda (1)(ab)}
를 정의하자. 그렇다면,
{\displaystyle \langle ac,b\rangle =\lambda (1)(acb)=\langle a,cb\rangle }
이 성립한다. {\displaystyle \lambda }가 벡터 공간의 동형이므로, {\displaystyle \langle -,-\rangle }는 비퇴화 쌍선형 형식이다. 이를 프로베니우스 형식이라고 한다.
또한, 대각합
{\displaystyle \operatorname {tr} \colon A\to k}
{\displaystyle \operatorname {tr} \colon a\mapsto \lambda (1)(a)}
을 정의할 수 있다.
만약 {\displaystyle \operatorname {tr} (ab)=\operatorname {tr} (ba)}라면, {\displaystyle V}를 대칭 프로베니우스 대수(영어: symmetric Frobenius algebra)이라고 한다.
가환환인 프로베니우스 대수를 가환 프로베니우스 대수(영어: commutative Frobenius algebra)라고 한다.

### 프로베니우스 대상
보다 일반적으로 모노이드 범주 {\displaystyle ({\mathcal {C}},\otimes ,1)}가 주어졌다고 하자. 그렇다면, 그 반대 범주 {\displaystyle ({\mathcal {C}}^{\operatorname {op} },\otimes ,1)} 역시 같은 텐서곱으로 모노이드 범주를 이룬다.
{\displaystyle {\mathcal {C}}} 속의 프로베니우스 대상(영어: Frobenius object)은 다음과 같은 데이터로 주어진다.
- 모노이드 대상 {\displaystyle (A,\mu \colon A\otimes A\to 1,\eta \colon 1\to A)}
- 쌍대 모노이드 대상 (즉, {\displaystyle {\mathcal {C}}^{\operatorname {op} }}의 모노이드 대상) {\displaystyle (A,\delta \colon A\to A\otimes A,\eta \colon A\to 1)}

이 두 구조는 다음과 같은 호환 관계를 만족시켜야 한다.
{\displaystyle {\begin{matrix}&&\!\!\!\!A^{\otimes 3}\!\!\!\!\\&{\!\!\!\!^{\delta \otimes \operatorname {id} }\!\!\!\!}\nearrow {\color {White}^{\delta \otimes \operatorname {id} }\!\!\!\!\!\!\!\!}&&{\color {White}\!\!\!\!^{\operatorname {id} \otimes \mu }\!\!\!\!}\searrow {\!\!\!\!^{\operatorname {id} \otimes \mu }\!\!\!\!}\\A^{\otimes 2}\!\!\!\!&\!\!\!\!{\underset {\mu }{\to }}\!\!\!\!&\!\!\!\!A\!\!\!\!&\!\!\!\!{\underset {\delta }{\to }}\!\!\!\!&\!\!\!\!A^{\otimes 2}\\&{\!\!\!\!_{\operatorname {id} \otimes \delta }\!\!\!\!}\searrow {\color {White}_{\operatorname {id} \otimes \delta }\!\!\!\!\!\!\!\!}&&{\color {White}\!\!\!\!_{\mu \otimes \operatorname {id} }\!\!\!\!}\nearrow {\!\!\!\!_{\mu \otimes \operatorname {id} }\!\!\!\!}\\&&\!\!\!\!A^{\otimes 3}\!\!\!\!\\\end{matrix}}}
(편의상, 모노이드 범주의 결합자 등을 생략하였다.)

## 위상 양자장론과의 관계

바지 곡면(pair of pants). 이 곡면에서의 분배 함수는 가환 프로베니우스 대수의 곱셈을 정의한다.

2차원 위상 양자장론은 가환 프로베니우스 대수로 나타내어진다.:24–27 정확히 말하면, (복소) 가환 프로베니우스 대수의 범주는 2차원 위상 양자장론의 범주와 동치이다. 프로베니우스 대수와 위상 양자장론은 다음과 같이 대응된다.
| 기호                                          | 가환 프로베니우스 대수 | 2차원 위상 양자장론                                                     |
| --------------------------------------------- | ---------------------- | ----------------------------------------------------------------------- |
| {\displaystyle V}                             | 프로베니우스 대수      | 원 {\displaystyle S^{1}}의 힐베르트 공간 {\displaystyle E(S^{1})}       |
| {\displaystyle \langle \cdot ,\cdot \rangle } | 프로베니우스 형식      | 힐베르트 공간의 내적                                                    |
| {\displaystyle \cdot \colon V\times V\to V}   | 곱셈                   | 바지 곡면(en:pair of pants (mathematics))의 분배 함수                   |
| {\displaystyle 1\in V}                        | 곱셈의 단위원          | 원판의 분배 함수 {\displaystyle Z(D^{2})\in E(\partial D^{2})=E(S^{1})} |

## 예
체 {\displaystyle K} 위의 행렬환 {\displaystyle \operatorname {Mat} (n;K)} 위의 임의의 부분환 {\displaystyle R\subseteq \operatorname {Mat} (n;K)}이 주어졌을 때, 프로베니우스 형식
{\displaystyle \langle a,b\rangle =\operatorname {tr} (ab)}
을 주면, 이는 {\displaystyle K} 위의 프로베니우스 대수를 이룬다. {\displaystyle n>1}이면 이는 가환 대수가 아니다.
모든 유한 차원 호프 대수는 프로베니우스 대수이다.

### 군환
임의의 유한군 {\displaystyle G}에 대하여, 군환 {\displaystyle K[G]} 위에 프로베니우스 형식
{\displaystyle \langle a,b\rangle =\operatorname {proj} _{K1_{G}}(ab)}
을 부여하면, 프로베니우스 대수를 이룬다. 여기서 {\displaystyle \operatorname {proj} _{K1_{G}}\colon K[G]\to K}는 군의 항등원으로 생성되는 1차원 부분 공간으로의 사영이다. 즉,
{\displaystyle \left\langle \sum _{g\in G}a_{g}g,\sum _{h\in G}b_{h}h\right\rangle =\sum _{g\in G}a_{g}b_{g^{-1}}}
이다. 이 경우, 대각합은
{\displaystyle \operatorname {tr} \colon \sum _{g\in G}a_{g}g\mapsto a_{1}}
이다.

### 표현환
유한군 {\displaystyle G}가 주어졌다고 하자. {\displaystyle G}의 유리수 계수 유니터리 표현환
{\displaystyle A=\operatorname {RU} (G)\otimes _{\mathbb {Z} }\mathbb {Q} }
위에 프로베니우스 형식
{\displaystyle \langle \rho ,\rho '\rangle =\operatorname {proj} _{1}\rho \otimes \rho '}
를 부여하자. 여기서
{\displaystyle \operatorname {proj} _{1}\colon A\to \mathbb {Q} }
은 자명한 표현으로의 사영 사상이다. 이 경우
{\displaystyle \langle \rho _{1}\otimes \rho _{2},\rho _{3}\rangle =\langle \rho _{1},\rho _{2}\otimes \rho _{3}\rangle }
은 {\displaystyle \rho _{1}\otimes \rho _{2}\otimes \rho _{3}}의 기약 표현 분해에 포함된 자명한 표현의 차원이 된다.

## 역사 및 어원
리하르트 브라우어와 세실 네스빗(영어: Cecil J. Nesbitt)이 1937년 도입하였고, 페르디난트 게오르크 프로베니우스의 이름을 땄다.

## 같이 보기
- 호프 대수

## 참고 문헌
1. ↑  Dubrovin, Boris (1994). “Geometry of 2d topological field theories” (영어). arXiv:hep-th/9407018. Bibcode:1994hep.th....7018D.
2. ↑  Dijkgraaf, Robbert. “Les Houches lectures on fields, strings and duality” (영어). arXiv:hep-th/9703136. Bibcode:1997hep.th....3136D.
3. ↑  Brauer, Richard; Nesbitt, Cecil J. (1937). “On the regular representations of algebras”. 《Proceedings of the National Academy of Sciences of the United States of America》 23 (4): 236–240. doi:10.1073/pnas.23.4.236. PMC 1076908. PMID 16588158.

- Skowroński, Andrzej; Kunio Yamagata (2011). 《Frobenius algebras I: Basic representation theory》. EMS Textbooks in Mathematics (영어). European Mathematical Society. doi:10.4171/102. ISBN 978-3-03719-102-6. MR 2894798. Zbl 05988530.
- Kock, Joachim (2003). 《Frobenius algebras and 2D topological quantum field theories》 (PDF). London Mathematical Society Student Texts (영어) 59. Cambridge University Press. doi:10.1017/CBO9780511615443. ISBN 978-0-52183267-0. Zbl 1046.57001. 2013년 9월 26일에 원본 문서 (PDF)에서 보존된 문서. 2013년 9월 22일에 확인함.
- Sawin, Stephen (1995년 12월). “Direct sum decompositions and indecomposable TQFTs” (영어) 36 (12): 6673–6680. arXiv:q-alg/9505026. Bibcode:1995q.alg.....5026S. doi:10.1063/1.531180. ISSN 0022-2488.